# Jiří Veselý
Jiří Veselý (Příbram, 10 luglio 1993) è un tennista ceco.
Ex numero uno al mondo tra gli juniores, tra i professionisti in singolare ha vinto due titoli ATP, entrambi su cemento outdoor, su quattro finali disputate, ed è stato numero 35 del ranking nel 2015.
In doppio vanta altri due titoli ATP 250 e non si è spinto oltre il 94º posto del ranking nel 2015.
Con la squadra ceca di Coppa Davis ha vinto l'edizione del 2013, nell'anno del suo debutto nella manifestazione.

## Carriera

### Tra gli juniores
Inizia a giocare nell'ITF Junior Circuit nel 2007 a soli 14 anni e l'anno successivo vince il primo titolo in doppio e il primo in singolare in tornei minori. Nel 2009 gioca la Coppa Davis Junior e trascina la squadra ceca in semifinale, nella quale perde l'unico incontro di tutto il torneo contro Luke Saville; l'Australia accede alla finale e i cechi devono accontentarsi della vittoria nella finale per il 3º e 4º posto.
Nel marzo 2010 disputa la prima finale in un torneo di Grade A alla Copa Gerdau di Porto Alegre e viene sconfitto da Mathias Bourgue. Due mesi dopo perde la finale in singolare anche al Grade A del Trofeo Bonfiglio. Il primo grande trionfo arriva ad agosto, quando insieme a Oliver Golding vince la medaglia d'oro in doppio ai Giochi olimpici giovanili. Il mese successivo raggiunge la prima finale in un torneo juniores del Grande Slam in doppio agli US Open, e insieme a Golding viene sconfitto dai sudamericani Duilio Beretta e Roberto Quiroz, mentre in singolare esce di scena nei quarti di finale. Il 3 gennaio 2011 raggiunge per la prima volta la vetta del ranking mondiale di categoria.
Nel 2011 disputa quattro finali del Grande Slam, le prime due le raggiunge agli Australian Open, dove in singolare sconfigge con un netto 6-0, 6-3 Luke Saville, e in doppio trionfa insieme a Filip Horanský con il successo su Ben Wagland e Andrew Whittington. Dopo la sconfitta nei quarti in doppio con Golding al Roland Garros, nel doppio a Wimbledon si presenta nuovamente in finale con Golding, e vengono sconfitti da George Morgan e Mate Pavić. Al torneo di singolare degli US Open disputa la quarta finale juniores dello Slam in stagione e viene sconfitto dal compagno di doppio Oliver Golding per 5–7, 6–3, 6–4.
Al suo ultimo impegno da juniores, nell'ottobre 2011 trionfa sia in singolare che in doppio al prestigioso Grade A della Osaka Mayor's Cup. Chiude l'esperienza con sei titoli in singolare, tra cui due di Grade A, e otto in doppio dei quali tre Grade A. Dopo aver dominato l'intera stagione, a fine anno gli viene assegnato il titolo di campione del mondo ITF juniores.

### 2009-2012, inizi tra i professionisti e primi titoli ITF
Nel 2009 fa il suo esordio tra i professionisti con una vittoria al primo turno in doppio in un torneo dell'ITF Men's Circuit. Perde tutti gli incontri nei pochi altri tornei disputati in stagione, a cominciare da quello in singolare a Prostějov, con il quale debutta nell'ATP Challenger Tour. Disputa alcuni altri tornei nel 2010 e a novembre perde la prima finale in doppio all'ITF Czech Republic F5. Nel 2011, anno dei suoi grandi trionfi tra gli juniores, gioca con maggiore continuità e a maggio alza il primo trofeo professionistico con il successo in finale all'ITF Czech Republic F1 su Norbert Gombos. L'anno seguente vince altri 5 titoli ITF in singolare e i primi tre in doppio. A gennaio fa la sua prima esperienza in una prova del Grande Slam perdendo al primo turno di qualificazione in singolare agli Australian Open. A maggio disputa la prima finale Challenger al torneo di doppio di Ostrava assieme a Adam Pavlásek e vengono sconfitti da Radu Albot / Tejmuraz Gabašvili.

### 2013, esordio e vittoria in Coppa Davis, primi titoli Challenger e 78º nel ranking

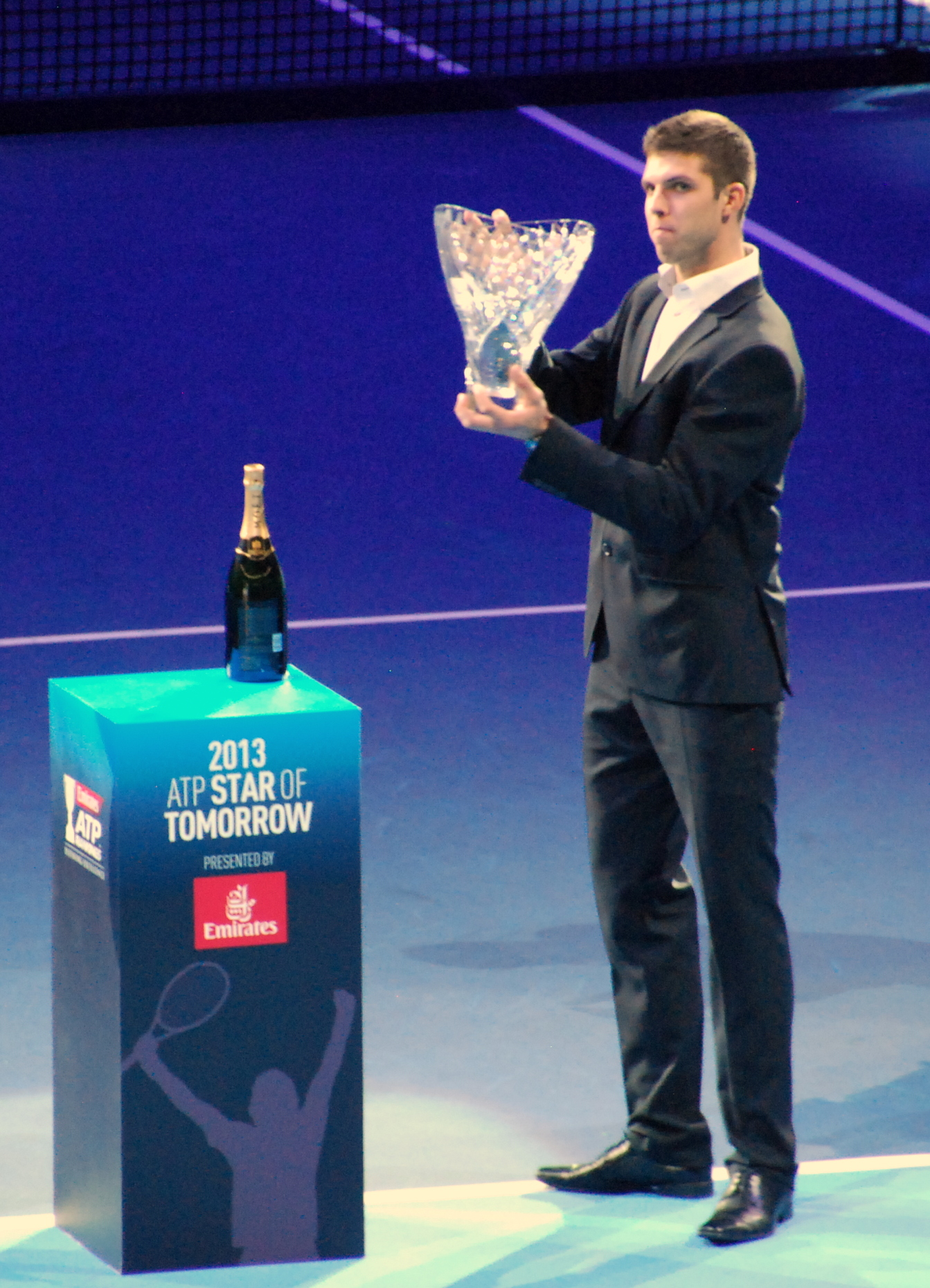
Novembre 2013, Vesely riceve il premio ATP per l'sordiente dell'anno.

Nella prima parte della stagione continua a raccogliere successi nei tornei ITF e a febbraio fa il suo esordio nella squadra ceca di Coppa Davis nella sfida vinta 3-2 con la Svizzera, viene schierato a risultato già acquisito e perde contro Henri Laaksonen. A marzo elimina al Sarajevo Indoors il nº 88 ATP Blaz Kavcic, primo top 100 sconfitto in carriera. Quello stesso mese disputa il suo ultimo torneo ITF e abbandona il circuito dopo aver vinto nove titoli in singolare e cinque in doppio. Il 14 aprile 2013 vince il primo titolo Challenger in carriera a Mersin sconfiggendo per 6-1, 6-1 Simon Greul in finale, e porta il best ranking alla 163ª posizione mondiale. Il mese dopo vince anche il Challenger di Ostrava battendo in finale Steve Darcis. Supera quindi per la prima volta le qualificazioni nel circuito maggiore al Roland Garros e viene sconfitto al primo turno da Philipp Kohlschreiber in quattro set.
Dopo le finali Challenger perse a Prostějov e Braunschweig, l'8 luglio sale all'89ª posizione mondiale, entrando per la prima volta e diventando il giocatore più giovane nella top 100, in 89ª posizione. Quello stesso mese vince il primo incontro ATP nel torneo di doppio a Umago. Ad agosto sconfigge Federico Delbonis in finale al Challenger di Liberec e sale al 78º posto mondiale. Entra nel tabellone degli US Open per diritto di classifica ed esce al turno di esordio, mentre in doppio raggiunge il secondo turno. Prende parte alla semifinale di Davis vinta contro l'Argentina, viene nuovamente schierato a risultato acquisito e cede a Leonardo Mayer. Non scende in campo nella finale di Belgrado, dove i cechi superano per 3-2 la Serbia di Djokovic e confermano il titolo vinto l'anno precedente. Nel corso del 2016 guadagna quasi 200 posizioni nel ranking e a fine stagione riceve il premio ATP per l'esordiente dell'anno.

### 2014, prima semifinale ATP e 66º in singolare, primo titolo ATP in doppio
Fa il suo esordio stagionale a Chennai e vince il primo match della carriera in singolare in un torneo ATP con il successo su Jeevan Nedunchezhiyan. Debutta agli Australian Open e al primo turno perde al quinto set contro il nº 21 del mondo Kevin Anderson dopo aver vinto i primi due parziali. Disputa per la prima volta un torneo Masters 1000 a Indian Wells, e dopo i successi sui quotati Igor Sijsling e Pablo Andujar vince il primo set e viene sconfitto al terzo dal nº 6 del mondo Andy Murray. Nei quarti di finale contro il Giappone, vince per la prima volta un incontro in Coppa Davis, scende in campo sul 4-0 per i cechi e sconfigge Tarō Daniel. A maggio raggiunge la sua prima semifinale nel circuito maggiore a Düsseldorf senza perdere alcun set e viene sconfitto dopo due tie break da Ivo Karlović. Vince il primo incontro anche in una prova del Grande Slam all'Open di Francia battendo Lukas Rosol e viene eliminato al secondo turno da Milos Raonic.
Conquista l'unico titolo Challenger della stagione a Prostějov, perde la finale al successivo Challenger di Praga e porta il best ranking alla 66ª posizione; nel torneo di doppio della capitale ceca vince il suo primo titolo Challenger in doppio. Si spinge per la prima volta al terzo turno di uno Slam a Wimbledon grazie al successo sul nº 21 del mondo Gaël Monfils e viene sconfitto da Nick Kyrgios. Nella seconda parte della stagione, in singolare vince il match ininfluente nella semifinale di Davis persa contro la Francia e un solo incontro nei tornei ATP, mentre nei Challenger non va oltre a due semifinali. In doppio invece vince a ottobre il primo titolo ATP in carriera a Mosca, dove in coppia con František Čermák ha la meglio in finale su Samuel Groth / Chris Guccione con il punteggio di 7-6, 7-5.

### 2015, primo titolo ATP, un'altra finale e 35º in singolare, top 100 in doppio
Il 17 gennaio 2015 vince il primo titolo ATP in singolare in carriera a Auckland; dopo aver superato le qualificazioni perde un solo set in tutto il torneo contro il nº 13 ATP Gulbis, in semifinale elimina il nº 16 Anderson e sconfigge in finale Adrian Mannarino per 6-3, 6-2. A fine torneo sale al 39º posto mondiale. Perde i successivi 7 match di singolare compreso quello nella sfida di Davis persa 3-2 contro l'Australia, nella quale vince per la prima volta un incontro di doppio nel torneo. Torna a giocare una semifinale ad aprile al Grand Prix Hassan II di Casablanca e verso fine mese perde dopo due tie break contro Guillermo García López la finale all'ATP di Bucarest, portando il best ranking alla 35ª posizione mondiale.
Sconfigge nuovamente Gulbis agli Internazionali d'Italia e viene eliminato al secondo turno da Kei Nishikori. Dopo essersi confermato campione al Challenger di Prostějov, nel prosieguo della stagione vince diversi altri incontri nei tornei del circuito maggiore, e i migliori risultati sono il terzo turno raggiunto agli US Open e i quarti di finale a Shenzen. Il miglior risultato stagionale in doppio è la semifinale raggiunta in febbraio a São Paulo, con la quale entra per la prima volta nella top 100, e con il secondo turno all'Open di Francia a giugno sale al 96º posto mondiale. Raggiunge ancora tre volte il secondo turno in tornei del circuito maggiore, tra cui gli US Open, ma disputa l'ultimo torneo stagionale di doppio a settembre e a novembre crolla oltre il 180º posto.

### 2016, vittoria su Djokovic, quarto turno a Wimbledon e una semifinale ATP
L'unico risultato di rilievo nei primi mesi del 2016 è la semifinale raggiunta in doppio a Dubai, che resterà anche il miglior risultato stagionale nella specialità. In singolare ottiene una sola vittoria sui primi otto incontri disputati. Come l'anno precedente, ad aprile disputa la semifinale al torneo ATP marocchino e viene sconfitto dopo due tie break da Borna Ćorić. Al successivo Masters 1000 di Monte Carlo consegue il successo più prestigioso da inizio carriera sconfiggendo clamorosamente in tre set il nº 1 del mondo Novak Đoković, nella sua prima vittoria contro un top 10, ed esce di scena al terzo turno per mano di Gaël Monfils. Nei seguenti due mesi disputa i quarti di finale a Istanbul e raggiunge il secondo turno in altri tre tornei del circuito maggiore, tra i quali l'Open di Francia.
Si spinge per la prima volta fino al quarto turno in uno Slam a Wimbledon, dove elimina in tre set il nº 8 del mondo Dominic Thiem e João Sousa e viene sconfitto al quinto set dal nº 9 Tomáš Berdych dopo aver sprecato 7 match-ball. Eliminato al terzo turno a Winston-Salem, al primo turno degli US Open si infortuna a un braccio durante il match vinto al quinto set contro Saketh Myneni – al quale annulla un match-ball – e abbandona il torneo. Rientra a fine settembre e raggiunge i quarti di finale a Shenzen.

### 2017, secondo titolo ATP in doppio, terzo turno al Roland Garros, una semifinale ATP e un titolo Challenger in singolare
I migliori risultati di inizio stagione sono i quarti di finale a Auckland e il terzo turno al Masters di Miami. Come nei due anni precedenti arriva in semifinale al Grand Prix Hassan II, nel quale supera i top 40 Miša Zverev e Paolo Lorenzi e viene di nuovo eliminato da Ćorić. Viene sconfitto al secondo turno sia a Monte Carlo dal nº 3 del mondo Stan Wawrinka – che costringe al terzo set – che a Budapest dal vincitore del torneo Lucas Pouille, dopo avere sprecato due match-point. A maggio conquista il secondo titolo ATP in carriera a Istanbul, dove in coppia con Roman Jebavý infligge un doppio 6-0 in finale a Tuna Altuna / Alessandro Motti.
Raggiunge per la prima volta il terzo turno all'Open di Francia e viene eliminato da Roberto Bautista Agut dopo aver battuto il nº 15 del mondo Jack Sock; a Parigi si spinge inoltre per la prima volta fino al terzo turno in doppio in una prova del Grande Slam. Conquista il terzo titolo in quattro anni al Challenger di Prostějov ed esce nei quarti ai successivi tornei ATP di Umago e Amburgo. Non supera il secondo turno nei restanti tornei stagionali, e chiude la stagione dopo l'infortunio a un'anca patito al primo turno dell'ATP di Mosca.

### 2018, una finale ATP in doppio e una semifinale in singolare
All'esordio stagionale arriva in semifinale nel torneo di doppio a Pune e al successivo ATP 250 di Auckland perde nei quarti in singolare. Per la prima volta in carriera vince un match in singolare agli Australian Open. Torna a mettersi in evidenza in primavera raggiungendo i quarti a Istanbul e le finali in singolare al Challenger di Heilbronn e in doppio a quello di Caltanissetta. L'11 giugno esce per la prima volta dalla top 100 dopo oltre quattro anni.
Vi fa rientro tre settimane più tardi dopo aver raggiunto la sua unica semifinale ATP della stagione sull'erba di Adalia, persa in due set contro Damir Džumhur. Si spinge di nuovo fino al quarto turno a Wimbledon con i successi sui top 20 Diego Schwartzman e Fabio Fognini e viene eliminato dal nº 1 mondiale Rafael Nadal. Perde la finale di doppio al successivo torneo ATP di Umago in coppia con Roman Jebavý. Un problema all'inguine gli impedisce di giocare nei tornei nordamericani di fine estate.

### 2019, discesa nel ranking e un titolo Challenger
Nei primi mesi del 2019 vince un solo incontro nei tornei ATP, uno nella sfida di Davis contro i Paesi Bassi e alcuni altri nei Challenger. Ad aprile si ritira per un infortunio all'alluce prima di disputare l'incontro dei quarti all'ATP di Marrakech, dopo che aveva eliminato il nº 18 ATP Fognini. Riprende a subire sconfitte nel circuito maggiore fino a Wimbledon, dove sconfigge al primo turno il nº 5 del mondo Alexander Zverev ed esce di scena al terzo turno. A fine torneo scende alla 142ª posizione, la più bassa degli ultimi sei anni. Risale con alcuni buoni risultati nei Challenger sui quali spicca la finale vinta in novembre a Eckental contro Steve Darcis. Il miglior risultato stagionale in doppio è la finale raggiunta al Challenger di Prostějov.

### 2020, secondo titolo ATP in singolare e rientro nella top 100

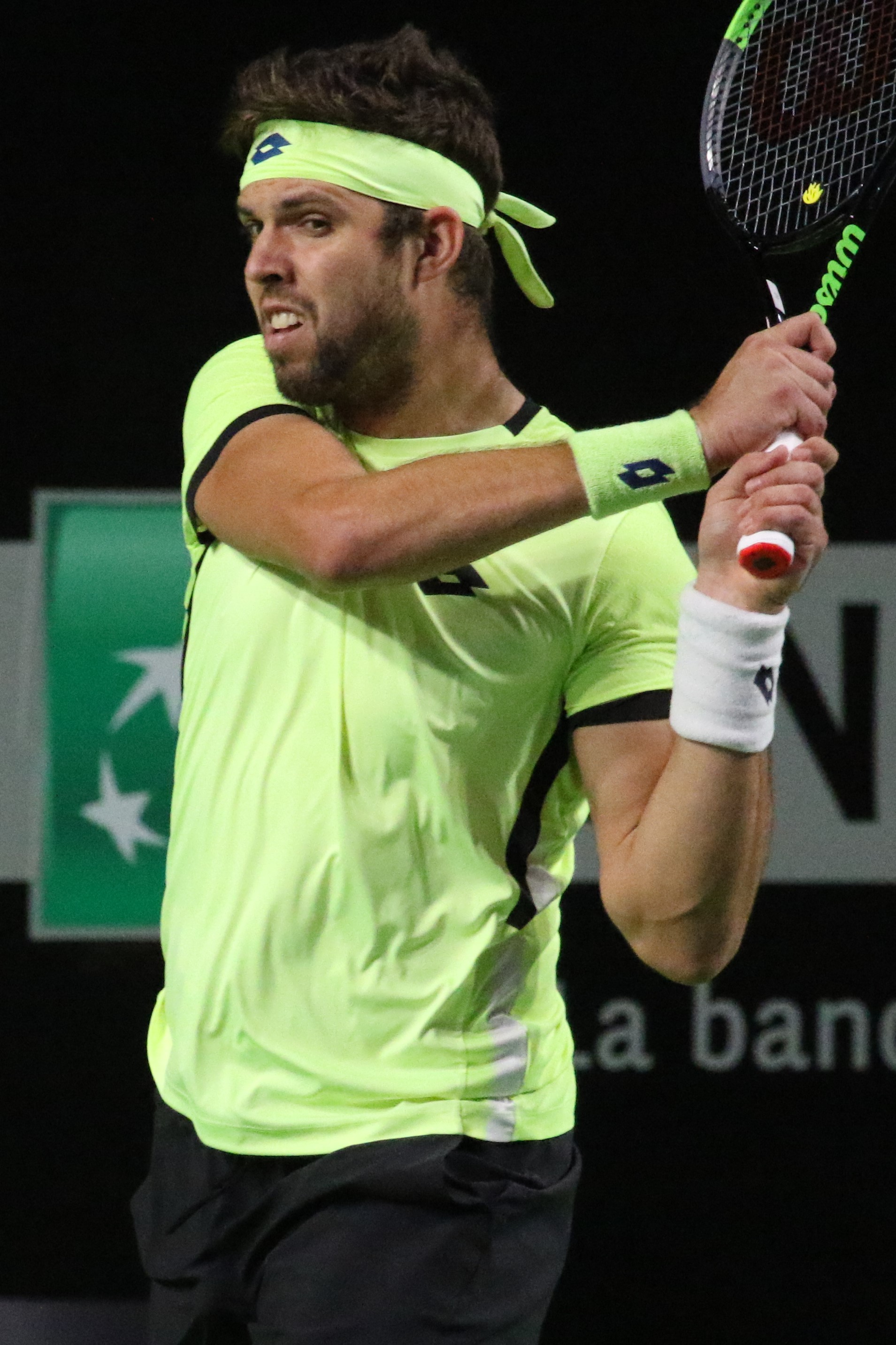
Vesely nel 2021

Vince il suo secondo torneo ATP nel febbraio 2020 a Pune, dove batte in finale Egor Gerasimov in tre set e rientra nella top 100. Dopo l'eliminazione in semifinale in un torneo Challenger, a marzo risale al 64º posto mondiale. Nel prosieguo della breve stagione – durante la quale il tennis mondiale si prende una lunga pausa per fronteggiare la pandemia di COVID-19 – vince alcuni altri incontri nel circuito maggiore e si mantiene nella top 70.

### 2021, un titolo Challenger
Nel febbraio 2021 sconfigge il nº 27 del mondo Casper Ruud e si ritira durante i quarti di finale al torneo ATP di Melbourne 2. Sarà il suo miglior risultato stagionale in singolare nel circuito maggiore, in seguito vincerà altri sette incontri ATP senza mai superare il secondo turno. A ottobre si aggiudica il Challenger Internationaux de Vendée con il successo in finale su Norbert Gombos. L'unico risultato significativo in doppio è la semifinale ATP raggiunta con Roman Jebavý in febbraio a Montpellier.

### 2022, finale a Dubai e infortunio al ginocchio
Dopo il negativo inizio della stagione 2022, a fine febbraio raggiunge la sua prima finale in carriera in un torneo ATP 500 a Dubai; dopo aver superato le qualificazioni elimina giocatori di primo piano come Marin Čilić e Roberto Bautista Agut. Nei quarti infligge la seconda sconfitta su altrettanti scontri diretti al nº 1 del mondo Novak Đoković, che a fine torneo perderà la prima posizione mondiale. Dopo tre tie-break, Vesely ha la meglio sul nº 14 ATP Denis Shapovalov e accede alla finale persa in due set contro il nº 7 Andrej Rublëv. Con questo risultato guadagna 49 posizioni in classifica e risale alla 74ª. Nel periodo successivo il suo rendimento è condizionato da frequenti problemi al tendine di un ginocchio, ma continua a giocare e a Wimbledon si spinge fino al terzo turno. Il problema al ginocchio si ripresenta agli US Open e lo costringe a chiudere la stagione dopo l'eliminazione al primo turno e a osservare un periodo di riabilitazione.

### 2023-2025, convalescenza, crollo nel ranking e rientro
Dopo la lunga convalescenza, fa il suo rientro alle competizioni a fine aprile 2023 ripartendo dalla 496ª posizione del ranking e stenta a ritrovare la forma. Il primo risultato importante arriva a Wimbledon, dove elimina il nº 25 del mondo Sebastian Korda ed esce di scena al secondo turno. Raggiunge per la prima volta in carriera il terzo turno agli US Open grazie al successo per 10-8 nel tie-break del quinto set sulla testa di serie nº 20 Francisco Cerúndolo e viene eliminato da Borna Gojo. Con questo risultato rientra nella top 300. Inizia la stagione 2024 con sette sconfitte consecutive e a maggio torna a vincere un titolo dopo oltre due anni e mezzo nel torneo di singolare al Challenger dell'I. ČLTK Prague Open. Nel prosieguo della stagione non supera mai il secondo turno. Nel 2025 gioca meno spesso e con scarso successo.

## Statistiche

### Singolare

#### Vittorie (2)
| Legenda              |
| Grande Slam (0)      |
| ATP Finals (0)       |
| ATP Masters 1000 (0) |
| ATP Tour 500 (0)     |
| ATP Tour 250 (2)     |

| N. | Data            | Torneo                  | Superficie | Avversario in finale | Punteggio        |
| 1. | 17 gennaio 2015 | Auckland Open, Auckland | Cemento    | Adrian Mannarino     | 6-3, 6-2         |
| 2. | 9 febbraio 2020 | Maharashtra Open, Pune  | Cemento    | Egor Gerasimov       | 7-6(2), 5-7, 6-3 |

#### Finali perse (2)
| Legenda              |
| Grande Slam (0)      |
| ATP Finals (0)       |
| ATP Masters 1000 (0) |
| ATP Tour 500 (1)     |
| ATP Tour 250 (1)     |

| N. | Data             | Torneo                            | Superficie  | Avversario in finale   | Punteggio       |
| 1. | 26 aprile 2015   | Năstase Țiriac Trophy, Bucarest   | Terra rossa | Guillermo García López | 6(5)-7, 6(11)-7 |
| 2. | 26 febbraio 2022 | Dubai Tennis Championships, Dubai | Cemento     | Andrej Rublëv          | 3-6, 4-6        |

### Doppio

#### Vittorie (2)
| Legenda              |
| Grande Slam (0)      |
| ATP Finals (0)       |
| ATP Masters 1000 (0) |
| ATP Tour 500 (0)     |
| ATP Tour 250 (2)     |

| N. | Data            | Torneo                  | Superficie  | Compagno         | Avversari in finale          | Punteggio   |
| 1. | 19 ottobre 2014 | Kremlin Cup, Mosca      | Cemento (i) | František Čermák | Samuel Groth Chris Guccione  | 7-6(2), 7-5 |
| 2. | 7 maggio 2017   | Istanbul Open, Istanbul | Terra rossa | Roman Jebavý     | Tuna Altuna Alessandro Motti | 6-0, 6-0    |

#### Finali perse (1)
| Legenda              |
| Grande Slam (0)      |
| ATP Finals (0)       |
| ATP Masters 1000 (0) |
| ATP Tour 500 (0)     |
| ATP Tour 250 (1)     |

| N. | Data           | Torneo                   | Superficie  | Compagno     | Avversari in finale          | Punteggio |
| 1. | 21 luglio 2018 | Croatia Open Umag, Umago | Terra rossa | Roman Jebavý | Robin Haase Matwé Middelkoop | 4-6, 4-6  |

### Tornei minori

#### Singolare

##### Vittorie (18)
| Legenda tornei minori |
| Challenger (9)        |
| Futures (9)           |

| N.  | Data              | Torneo                                         | Superficie    | Avversario in finale | Punteggio           |
| 1.  | 15 maggio 2011    | Czech Republic F1, Teplice                     | Terra rossa   | Norbert Gombos       | 3–6, 7–6, 6–1       |
| 2.  | 8 gennaio 2012    | China F1, Shenzhen                             | Cemento       | Austin Krajicek      | 6-4, 7-5            |
| 3.  | 15 luglio 2012    | Czech Republic F4, Prostějov                   | Terra rossa   | Dominic Thiem        | 6-4, 6-4            |
| 4.  | 22 luglio 2012    | Czech Republic F5, Praga                       | Terra rossa   | Norbert Gombos       | 6-4, 6-0            |
| 5.  | 12 agosto 2012    | Austria F5, Wels                               | Terra rossa   | Marc Rath            | 6-2, 6-2            |
| 6.  | 23 settembre 2012 | Portugal F4, Espinho                           | Terra rossa   | Henri Laaksonen      | 6-2, 6-4            |
| 7.  | 20 gennaio 2013   | Israel F1, Eilat                               | Cemento       | Guillermo Olaso      | 6-1, 6-2            |
| 8.  | 27 gennaio 2013   | Israel F2, Eilat (2)                           | Cemento       | James McGee          | 6-2, 6-4            |
| 9.  | 3 marzo 2013      | U.S.A. F6, Harlingen                           | Cemento       | Bjorn Fratangelo     | 5–7, 7–6(4), 6–3    |
| 10. | 14 aprile 2013    | Mersin Cup, Mersin                             | Terra rossa   | Simon Greul          | 6-1, 6–1            |
| 11. | 5 maggio 2013     | Ostrava Open, Ostrava                          | Terra rossa   | Steve Darcis         | 6-4, 6-4            |
| 12. | 4 agosto 2013     | Liberec Open, Liberec                          | Terra rossa   | Federico Delbonis    | 6(2)–7, 7–6(7), 6-4 |
| 13. | 7 giugno 2014     | Czech Open, Prostějov                          | Terra rossa   | Norbert Gombos       | 6-2, 6-2            |
| 14. | 6 giugno 2015     | Czech Open, Prostějov                          | Terra rossa   | Laslo Đere           | 6-4, 6-2            |
| 15. | 10 giugno 2017    | Czech Open, Prostějov                          | Terra rossa   | Federico Delbonis    | 5–7, 6–1, 7–5       |
| 16. | 3 novembre 2019   | Challenger Eckental, Eckental                  | Sintetico (i) | Steve Darcis         | 6–4, 4–6, 6–3       |
| 17. | 10 ottobre 2021   | Internationaux de Vendée, Mouilleron-le-Captif | Cemento (i)   | Norbert Gombos       | 6–4, 6–4            |
| 18. | 12 maggio 2024    | I. ČLTK Prague Open, Praga                     | Terra rossa   | Gauthier Onclin      | 6–2, 3–6, 7–6(3)    |

##### Finali perse (5)
| Legenda tornei minori |
| Challenger (4)        |
| Futures (1)           |

| N. | Data           | Torneo                            | Superficie  | Avversario in finale | Punteggio        |
| 1. | 29 luglio 2012 | Czech Republic F6, Liberec        | Terra rossa | Adam Pavlásek        | 6-3, 6(3)-7, 0-6 |
| 2. | 9 giugno 2013  | Czech Open, Prostějov             | Terra rossa | Radek Štěpánek       | 4-6, 2-6         |
| 3. | 7 luglio 2013  | Braunschweig Open, Braunschweig   | Terra rossa | Florian Mayer        | 6-4, 2-6, 1-6    |
| 4. | 15 giugno 2014 | TK Sparta Praga Challenger, Praga | Terra rossa | Lukáš Rosol          | 6–3, 4–6, 4–6    |
| 5. | 20 maggio 2018 | Heilbronner Neckarcup, Heilbronn  | Terra rossa | Rudolf Molleker      | 6–4, 4–6, 5–7    |

## Risultati in progressione
| Sigla | Risultato               |
| ----- | ----------------------- |
| V     | Vincitore               |
| F     | Finalista               |
| SF    | Semifinalista           |
| O     | Oro olimpico            |
| A     | Argento olimpico        |
| SF    | Bronzo olimpico         |
| QF    | Quarti di Finale        |
| 4T    | Quarto turno            |
| 3T    | Terzo turno             |
| 2T    | Secondo turno           |
| 1T    | Primo turno             |
| RR    | Round Robin             |
| LQ    | Turno di qualificazione |
| A     | Assente                 |
| ND    | Non disputato           |

| Legenda superfici    |
| -------------------- |
| Cemento              |
| Terra battuta        |
| Erba                 |
| Superficie variabile |

### Singolare
| Tornei Grande Slam         |     |               |               |               |     |               |               |               |               |     |               |               |     |       |
| Australian Open, Melbourne | Q1  | A             | 1T            | 1T            | 1T  | 1T            | 2T            | 1T            | A             | 2T  | 1T            | A             | 1T  | 2-9   |
| Roland Garros, Parigi      | A   | 1T            | 2T            | 1T            | 2T  | 3T            | 1T            | 1T            | 2T            | 1T  | 1T            | 1T            | A   | 5-11  |
| Wimbledon, Londra          | A   | Q2            | 3T            | 2T            | 4T  | 2T            | 4T            | 3T            | ND            | 2T  | 3T            | 2T            | Q2  | 16-9  |
| US Open, New York          | A   | 1T            | 1T            | 3T            | 2T  | 1T            | A             | 1T            | 1T            | 1T  | 1T            | 3T            | A   | 5-9   |
| Vittorie-Sconfitte         | 0-0 | 0-2           | 3-4           | 3-4           | 5-3 | 3-4           | 4-3           | 2-4           | 1-2           | 2-4 | 2-4           | 3-3           | 0-1 | 28-38 |
| Olimpiadi                  |     |               |               |               |     |               |               |               |               |     |               |               |     |       |
| Giochi Olimpici            | A   | Non disputati | Non disputati | Non disputati | A   | Non disputati | Non disputati | Non disputati | Non disputati | A   | Non disputati | Non disputati | A   | 0-0   |
| Vittorie-Sconfitte         | 0-0 | Non disputati | Non disputati | Non disputati | 0-0 | Non disputati | Non disputati | Non disputati | Non disputati | 0-0 | Non disputati | Non disputati | 0-0 | 0-0   |

### Doppio
| Tornei Grande Slam         |     |               |               |               |     |               |               |               |               |     |     |      |
| Australian Open, Melbourne | A   | A             | A             | 1T            | 2T  | 1T            | 1T            | A             | A             | 1T  | 1T  | 1-6  |
| Roland Garros, Parigi      | A   | A             | A             | 2T            | 1T  | 3T            | 1T            | A             | 1T            | A   | 1T  | 3-6  |
| Wimbledon, Londra          | A   | Q2            | 2T            | 1T            | A   | 1T            | A             | A             | ND            | 1T  | A   | 1-4  |
| US Open, New York          | A   | 2T            | 2T            | 2T            | A   | 1T            | A             | A             | A             | A   | 1T  | 3-4  |
| Vittorie-Sconfitte         | 0-0 | 1-1           | 2-2           | 2-3           | 1-2 | 2-4           | 0-2           | 0-0           | 0-1           | 0-2 | 0-3 | 8-20 |
| Olimpiadi                  |     |               |               |               |     |               |               |               |               |     |     |      |
| Giochi Olimpici            | A   | Non disputati | Non disputati | Non disputati | A   | Non disputati | Non disputati | Non disputati | Non disputati | A   | ND  | 0-0  |
| Vittorie-Sconfitte         | 0-0 | Non disputati | Non disputati | Non disputati | 0-0 | Non disputati | Non disputati | Non disputati | Non disputati | 0-0 | ND  | 0-0  |

### Doppio misto
| Tornei Grande Slam         |     |               |               |               |     |               |               |               |               |     |
| Australian Open, Melbourne | A   | A             | A             | A             | A   | A             | A             | A             | A             | 0-0 |
| Roland Garros, Parigi      | A   | A             | A             | A             | A   | A             | A             | A             | ND            | 0-0 |
| Wimbledon, Londra          | A   | A             | A             | A             | 2T  | A             | A             | A             | ND            | 1-1 |
| US Open, New York          | A   | A             | A             | A             | A   | A             | A             | A             | ND            | 0-0 |
| Vittorie-Sconfitte         | 0-0 | 0-0           | 0-0           | 0-0           | 1-1 | 0-0           | 0-0           | 0-0           | 0-0           | 1-1 |
| Olimpiadi                  |     |               |               |               |     |               |               |               |               |     |
| Giochi Olimpici            | A   | Non disputati | Non disputati | Non disputati | A   | Non disputati | Non disputati | Non disputati | Non disputati | 0-0 |
| Vittorie-Sconfitte         | 0-0 | Non disputati | Non disputati | Non disputati | 0-0 | Non disputati | Non disputati | Non disputati | Non disputati | 0-0 |

### Vittorie contro top 10
| Stagione | 2016 | 2017 | 2018 | 2019 | 2020 | 2021 | 2022 | Totale |
| Wins     | 2    | 0    | 0    | 1    | 0    | 0    | 1    | 4      |

| N.   | Giocatore        | Rank | Torneo                            | Superficie  | Turno | Punteggio              |
| ---- | ---------------- | ---- | --------------------------------- | ----------- | ----- | ---------------------- |
| 2016 |                  |      |                                   |             |       |                        |
| 1.   | Novak Đoković    | 1    | Monte Carlo Masters, Monte Carlo  | Terra rossa | 2T    | 6–4, 2–6, 6–4          |
| 2.   | Dominic Thiem    | 8    | Wimbledon, Londra                 | Erba        | 2T    | 7–6(4), 7–6(5), 7–6(3) |
| 2019 |                  |      |                                   |             |       |                        |
| 3.   | Alexander Zverev | 5    | Wimbledon, Londra                 | Erba        | 1T    | 4–6, 6–3, 6–2, 7–5     |
| 2022 |                  |      |                                   |             |       |                        |
| 4.   | Novak Đoković    | 1    | Dubai Tennis Championships, Dubai | Cemento     | QF    | 6–4, 7–6(4)            |